# Heterodrilus chenianus
Heterodrilus chenianus är en ringmaskart som beskrevs av Wang och Erseus 2003. Heterodrilus chenianus ingår i släktet Heterodrilus och familjen glattmaskar. Inga underarter finns listade i Catalogue of Life.